# Ла Казела (Пезаро и Урбино)
Ла Казела је насеље у Италији у округу Пезаро и Урбино, региону Марке.
Према процени из 2011. у насељу је живело 17 становника. Насеље се налази на надморској висини од 497 м.